# Bolsterlanger Horn
Le Bolsterlanger Horn est une montagne d'une altitude de 1 586 m dans le massif des Alpes d'Allgäu, en Allemagne.

## Géographie

### Topographie
Le Bolsterlanger Horn fait partie du chaînon Horn et constitue son élévation la plus méridionale. La proéminence du Bolsterlanger Horn est de 46 mètres, son isolation topographique est de 600 m, le Weiherkopf étant la montagne de référence.
Étant donné que la montagne s'élève au-dessus de Bolsterlang, elle est considérée comme la montagne locale de cette commune.

## Ascension
L'itinéraire normal mène de la station supérieure du Hörnerbahn à travers un chemin forestier jusqu'au sommet en seulement dix minutes.
Au sommet se trouve une croix sommitale avec des miroirs qui s'illumine lorsque le soleil brille. Elle est renouvelée en 2021 par le groupe de yodel de Bolsterlang.